# صومعة (أوتش هاتشا)
صومعة (بالفارسية: صومعه) هي منطقة سكنية تقع في إيران في قسم أوتش هاتشا الریفي. يقدر عدد سكانها بـ 79 نسمة .